# Amy Schumer
Amy Beth Schumer (Manhattan, 1981. június 1. –) Primetime Emmy-díjas amerikai stand-up humorista, író, színésznő és producer.
Az Amynek áll a világ című szkeccs-vígjátéksorozat címszereplője, megalkotója, társírója és társproducere. A műsor a Comedy Centralon debütált 2013-ban és Peabody-díjat nyert. Schumert a sorozaton való munkájáért nyolc Primetime Emmy-díjra jelölték, melyből egyet 2015-ben meg is nyert. Szintén ebben az évben volt a Kész katasztrófa című filmvígjáték forgatókönyvírója és főszereplője, melyért Golden Globe-díjra jelölték.

## Filmográfia

### Film
| Év   | Magyar cím                           | Eredeti cím                               | Szerep            | Magyar hang    |
| ---- | ------------------------------------ | ----------------------------------------- | ----------------- | -------------- |
| 2012 |                                      | Sleepwalk with Me                         | Amy               |                |
| 2012 | Mindennek ára van                    | Price Check                               | Lila              | Hámori Eszter  |
| 2012 | Míg a világvége el nem választ       | Seeking a Friend for the End of the World | Lacey / Nő        |                |
| 2015 | Kész katasztrófa                     | Trainwreck                                | Amy Townsend      | Peller Anna    |
| 2017 | Ó, anyám!                            | Snatched                                  | Emily Middleton   | Mezei Kitty    |
| 2017 | Köszönjük, hogy a hazáját szolgálta! | Thank You for Your Service                | Amanda Doster     |                |
| 2018 | Túl szexi lány                       | I Feel Pretty                             | Renee Bennett     | Peller Anna    |
| 2021 | A Blake család                       | The Humans                                | Aimee Blake       |                |
| 2022 | Spanok                               | Bros                                      | Eleanor Roosevelt |                |
| 2023 | Trollok: Együtt a banda              | Trolls Band Together                      | Bársony (hangja)  | Vágó Bernadett |
| 2024 | Képzeletbeli barátok                 | IF                                        | Gumimaci (hangja) | Peller Anna    |
| 2024 | Cukormáz nélkül                      | Unfrosted                                 | Marjorie Post     | Peller Anna    |
| 2025 | Majdnem terhes                       | Kinda Pregnant                            | Lainy             | Mezei Kitty    |

### Televízió
| Év        | Magyar cím               | Eredeti cím                          | Szerep                       | Megjegyzések                                         |
| --------- | ------------------------ | ------------------------------------ | ---------------------------- | ---------------------------------------------------- |
| 2007      |                          | Live at Gotham                       | önmaga                       | 1 epizód                                             |
| 2007      |                          | Last Comic Standing                  | önmaga                       | 7 epizód                                             |
| 2008      |                          | Reality Bites Back                   | önmaga                       | 7 epizód                                             |
| 2009      | Szerelem nyilasa         | Cupid                                | Heather                      | 1 epizód                                             |
| 2009      | A stúdió                 | 30 Rock                              | stílustanácsadó              | 1 epizód                                             |
| 2010      |                          | John Oliver's New York Stand-Up Show | önmaga                       | 1 epizód                                             |
| 2010      |                          | Comedy Central Presents              | önmaga                       | 1 epizód                                             |
| 2011      | Félig üres               | Curb Your Enthusiasm                 | csapattag                    | 1 epizód                                             |
| 2011–2012 |                          | Comedy Central Roast                 | égető                        | különkiadás (2 epizód)                               |
| 2012      |                          | Delocated                            | Trish                        | 8 epizód                                             |
| 2012      | Louie                    | Louie                                | Diane (hangja)               | 1 epizód                                             |
| 2012      |                          | The Eric Andre Show                  | interjúztató                 | 1 epizód                                             |
| 2012      |                          | Amy Schumer: Mostly Sex Stuff        | önmaga                       | stand-up különkiadás                                 |
| 2012      |                          | Dave's Old Porn                      | önmaga                       | 1 epizód                                             |
| 2013      |                          | Women Who Kill                       | önmaga                       | stand-up különkiadás                                 |
| 2013–2014 | Csajok                   | Girls                                | Angie                        | 2 epizód                                             |
| 2013–2022 | Amynek áll a világ       | Inside Amy Schumer                   | önmaga / egyéb szereplők     | 44 epizód megalkotó, író, vezető producer és rendező |
| 2015      | 2015-ös MTV Movie Awards | 2015 MTV Movie Awards                | önmaga (házigazda)           | különkiadás                                          |
| 2015      | BoJack Horseman          | BoJack Horseman                      | Irving Jannings (hangja)     | 1 epizód                                             |
| 2015      |                          | Amy Schumer: Live at the Apollo      | önmaga                       | stand-up különkiadás                                 |
| 2015–2022 | Saturday Night Live      | Saturday Night Live                  | önmaga (házigazda)           | 3 epizód                                             |
| 2016      | A Simpson család         | The Simpsons                         | Mrs. Burns (hangja)          | 1 epizód                                             |
| 2016      | Family Guy               | Family Guy                           | gyári vezető (hangja)        | 1 epizód                                             |
| 2016      | Bob burgerfalodája       | Bob's Burgers                        | fiatal nő (hangja)           | 1 epizód                                             |
| 2017      |                          | Amy Schumer: The Leather Special     | önmaga                       | stand-up különkiadás                                 |
| 2019      | Megborulva               | Crashing                             | önmaga                       | 1 epizód                                             |
| 2019      |                          | No Activity                          | önmaga                       | 1 epizód                                             |
| 2019      |                          | Amy Schumer: Growing                 | önmaga                       | stand-up különkiadás                                 |
| 2020      | Amy Schumer főzni tanul  | Amy Schumer Learns to Cook           | önmaga                       | 8 epizód alkotó és vezető producer                   |
| 2020      | Amy babát vár            | Expecting Amy                        | önmaga                       | 3 epizód alkotó és vezető producer                   |
| 2022      | 94. Oscar-gála           | 94th Academy Awards                  | önmaga (társ-házigazda)      | különkiadás                                          |
| 2022      | Gyilkos a házban         | önmaga                               | Only Murders in the Building | 2 epizód                                             |
| 2022      |                          | önmaga                               | Gutsy                        | 1 epizód                                             |
| 2022–     | Az élet és Beth          | Life & Beth                          | Beth                         | főszereplő alkotó, író, rendező és vezető producer   |

## Magyarul megjelent művei
- Amy Schumer: A deréktetovált lány; ford. Molnár Berta Eleonóra; Agave Könyvek, Bp., 2017

## Fordítás
- Ez a szócikk részben vagy egészben  az   Amy Schumer című angol Wikipédia-szócikk ezen változatának fordításán alapul.  Az eredeti cikk szerkesztőit annak laptörténete sorolja fel. Ez a jelzés csupán a megfogalmazás eredetét és a szerzői jogokat jelzi, nem szolgál a cikkben szereplő információk forrásmegjelöléseként.